# Aernout van Lennep (1898-1974)
Aernout van Lennep (Den Helder, 23 februari 1898 - Den Haag, 17 december 1974) was een Nederlands ruiter en militair.
Van Lennep, lid van de familie Van Lennep, die het adellijke predicaat van jonkheer voerde, nam deel aan de Olympische Zomerspelen in 1932 in Los Angeles waar hij op het onderdeel eventing met het Nederlands team, dat verder bestond uit Karel Schummelketel en Charles Pahud de Mortanges, de zilveren medaille won. Individueel eindigde hij als negende.
Hij was luitenant bij de artillerie.